# Краљевина Кандија
Краљевина Кандија (италијански: Regno di Candia) или Војводство Кандија (италијански: Ducato di Candia), је био службени назив Крита током млетачке управе, формиране између 1205. и 1212. године. Она је трајала до завршетка Кандијског рата 1669. године. У модерној грчкој историографији, овај период познат је као Венетократија (грчки: Βενετοκρατία, Ενετοκρατία, Enetokratia).

## Прве деценије млетачке управе
Венеција је имала дугу историју трговинске сарадње са Критом. Царске хрисовуље ослобађале су Млечане пореза, од 1147. године. Њих је потврдио Алексије III Анђео 1198. године. Ситуација се мења избијањем Четвртог крсташког рата на иницијативу млетачког дужда Енрика Дандола. Млечани заузимају Јонска острва и Кикладе, као и Крит. Тиме спречавају своје давнашње непријатеље, Ђеновљане, да заузму острво од Бонифација Монфератског које је, наводно, Алексије IV Анђео обећао острво. Како Бонифације од Крита није имао велике користи, продао га је Млечанима за 10.000 сребрних марака, годишњу надокнаду од 10.000 перпера и млетачку подршку у заузимању Солунске краљевине. Млечани се искрцавају на острву Спиналонга. Ђеновљани су имали тада колонију на Криту. Под комадном грофа Малте, Хенрија, они су постали господари источних и централних делова Крита, уживајући подршку локалног становништва. Млечани заузимају острво у периоду од 1209. до 1217. године. Тек је 11. маја 1217. године потписан споразум којим се Ђенова одрекла свих поседа на Криту.
Млечани су за престоницу одабрали Кандију. Крит насељавају колонисти из Венеције. Они су добијали земљу у замену за војну службу. То је регулисано повељом од 10. септембра 1211. године, познатом као "Carta Concessionis". Таласи млетачких колониста насељавају острво до 1252. године организовано, док се колонизација наставља и након те године. Током првих сто година млетачке владавине, на острво се населило око 10.000 људи. Сама Венеција тада је имала 60.000 људи. На месту античке Кидоније је 1252. године, услед таласа колонизације, основан град Канеја (данашња Ханија). Крит је постао полазна тачка млетачких трговаца ка истоку. Такође, унапређује се производња и извоз пшенице, вина, дрвета и сира.

## Побуне против млетачке власти
Млечани су се на Криту суочили са непријатељством локалног становништва. Током млетачке владавине забележено је чак 27 великих и мањих устанака. Латинска елита потисла је дотадашњу грчку и стекла монопол над административним и војним положајима. Сами Млечани пружали су отпор мешању са локалним становништвом, те је до краја 13. века нпр. било забрањено склапање брака између Крићана и Млечана. До прве побуне долази већ 1212. године на Ласитејској висоравни. Угушио ју је Марко I Санудо, оснивач Егејског војводства, који је покушао да заузме острво и прикључи га својим областима, али се пред Млечанима морао повући. Нову побуну (1217—1219) предводио је Доменико Делфино. Завршена је преговорима и неким млетачким уступцима (аутономија манастиру Светог Јована Богослова на Патмосу, ослобођење 75 кметова, судске олакшице). Споразумом из 1219. године започето је оснивање племићке класе Крићана који ће убрзо стајати раме уз раме са млетачком аристократијом. Нови устанак из 1222. године изазван је таласом млетачке колонизације. Такође је окончана споразумом којим је Крићанима признато право оснивања два витешка одреда. У наредним деценијама избијале су мање побуне. Већи устанак избио је 1261. године након ослобађања Цариграда од стране византијског цара Михаила VIII из династије Палеолог. Михаило се заузео за ослобађање Крита, те је тамо послао извесног Сергија. Устанак су истовремено подигла браћа Михаило и Георгије Хортац. Устанак је беснео четири године и завршена је делимично успешно. Млечани су приморани на нове уступке. Михаило VIII је 1268. године прихватио млетачку управу над Критом. Његово попуштање делимично је инспирисано претњом Карла Анжујског и антивизантијске коалиције.
Утицајни грчки племић Алексије Калергис предводи побуне у наредним деценијама. Он ступа у савез са Ђеновљанима који су 1296. године објавили рат Венецији. Ђеновљански адмирал Ламба Дорија нуди Калергису савез и признање наследног владара Крита. Заплашен могућношћу ширења ђеновљанског утицаја над Критом, Калергис одбија и мири се са Венецијом. Споразум, познат као "мир Алексија Калергија" (Pax Alexii Callergi), потписан је 28. априла 1299. године између војводе Михаила Виталија и вође побуњеника. Садржи 33 члана и предвиђа општу амнестију, повратак конфисковане имовине и потврду ранијих повластица, уз двогодишње ослобођење од пореза. Укинута је забрана склапања брака између Млечана и Крићана. Калергис је добио права додељивања титула, права закупа имовине православних манастира, право именовања православних бискупа Ариоса (преименован у Калергиополис) и суседних бискупија Каламона и Милопотамоса. Калергис је тако постао владар православног становништва на острву. До краја своје владавине Калергис је остао веран уговору и гушио немире против Млечана. Умро је у Кандији 1321. године.
Мир кога је 1299. године уговорио Калергис прекинут је 1333. године када су уведени нови порезу за финансирање изградње додатних галија за борбу против пиратерије у водама Крита. Устанак је избио у Милопотамосу и трајао је годину дана. Вође су ухваћене и погубљене 1334. године. Нови устанак избија 1341. године, а предводио га је Леон Калергис, унук или нећак Алексија. Побуна је трајала више година. Угушена је уз велику суровост 1347. године. Побуњеничке породице депортоване су у Венецију. Од 1363. до 1368. године беснела је нова велика побуна, позната као "Устанак Светог Тита". Том приликом формирана је република под заштитом апостола Тита. Млечани успевају да потисну побуну 1368. године.

## Крит од 15. до 17. века
Значај венецијанске колоније на Криту повећан је након пада Цариграда 1453. године. Средином 16. века то је био једини млетачки посед у Егејском мору, а након Кипарског рата и губитка Крита (1570—1571), и у целом источном Медитерану. Крит је поприште сукоба првог и трећег млетачко-турског рата. Хајрудин Барбароса накратко заузима делове Крита 1538. године. Делови острва накратко су под турском влашћу током Кипарског рата. Појава турске опасности поклапа се са економским пропадањем Млетачке републике, чиме је онемогућена ефикасна одбрана острва. Унутрашњи сукоби и отпор локалне аристократије Крита додатно су погоршали проблем. Турци заузимају Крит током Кандијског рата. Кандија је током рата (1645—1669) трпела најдуготрајнију опсаду у историји. Мировним споразумом из 1669. године Млечани предају Крит Турцима, а заузврат добијају Далмацију. Током Великог бечког рата Млечани се боре за повраћај Крита, али им он није враћен Карловачким миром из 1699. године, као ни Пожаревачким миром из 1718. године којим је окончан последњи Млетачко-турски рат. По завршетку овог рата, Венеција престаје да игра значајну улогу у европској политици. Турци на Криту формирају Критски вилајет који ће постојати до краја Критског устанка. Тада је формирана Критска држава која ће се, Лондонским споразумом, ујединити са Грчком, по завршетку Првог балканског рата.